# Katakomben auf Malta

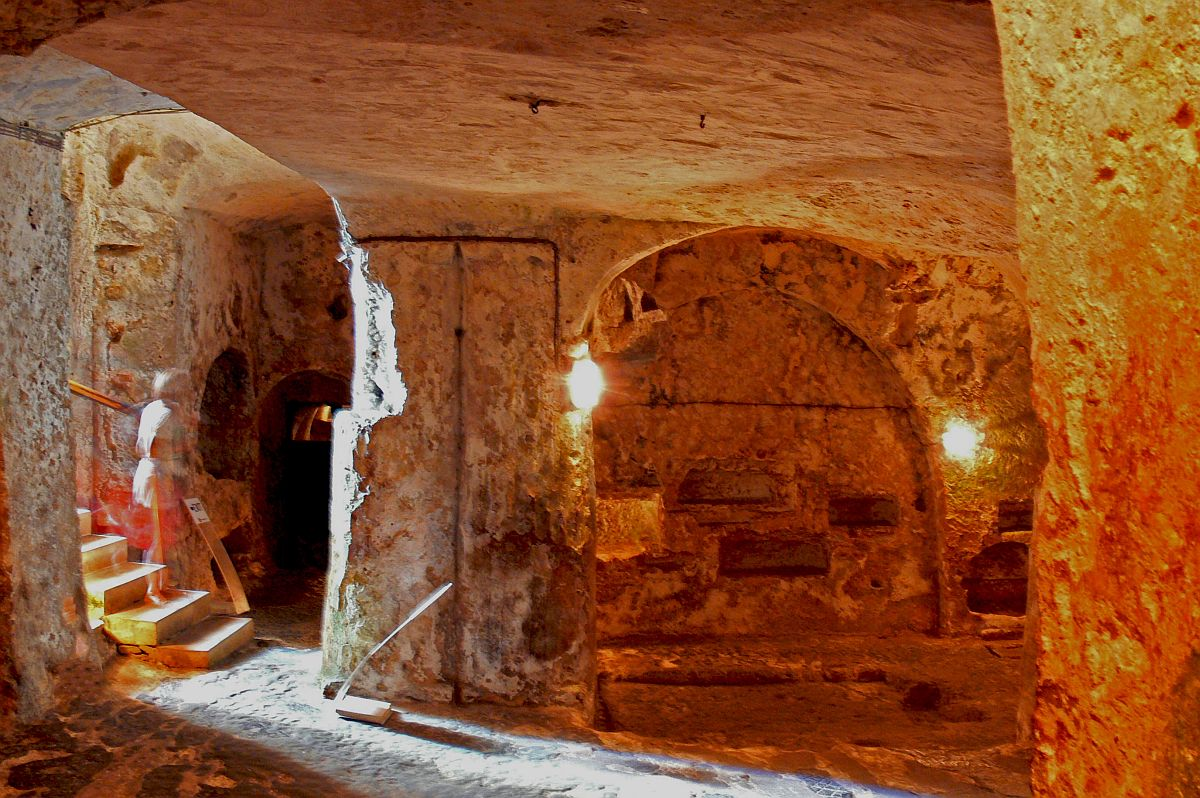
Blick in die St. Paul’s Catacombs

Die Katakomben auf Malta sind drei verschiedene unterirdische, antike Grabsysteme auf der Hauptinsel des Mittelmeerarchipels, die Spuren einer Nutzung in christlicher Zeit aufweisen. Ihr Ursprung liegt möglicherweise bereits in der hellenistischen Ära, spätestens aber wurden sie in römisch-byzantinische Zeit erschaffen. Wurden ursprünglich nur einfache Grablöcher in den felsigen Untergrund gemeißelt, so entstanden mit der Zeit komplexere Systeme aus Kammern und Vorkammern. Charakteristisch für Malta ist aber, dass die Katakomben meist familiäre Begräbnisstätten waren. 
Die Katakomben sind nicht identisch mit den maltesischen Felsgräbern aus der Vorzeit (zum Beispiel Xemxija bei Mistra), die als Vorläufer der maltesischen Tempel anzusehen sind. 

## Die Katakombenkomplexe

### St. Paul’s Catacombs
Die St. Paul’s Catacombs befinden sich in Rabat. Sie wurden um das Jahr 350 angelegt und erstrecken sich über bisher bekannte 1,5 Quadratkilometer. Im Laufe der Jahre wurden hier etwa 1.400 Tote beerdigt. Inzwischen sind alle ausgelagert worden. Die St. Paul’s Catacombs sind öffentlich zugänglich und können nach Kauf eines Tickets besichtigt werden. In den Katakomben findet man unter anderem so genannte Agapetische.

### St. Agatha’s Catacombs
Auch die St. Agatha’s Catacombs liegen in Rabat. Ihre Ursprünge lassen sich auf etwa das Jahr 200 datieren und sie haben eine ähnliche Ausdehnung wie die St. Paul’s Catacombs. Beide unterirdischen Netzwerke sind elektrisch beleuchtet, allerdings sind sie nur im Rahmen von Führungen zu fixen Zeiten zugänglich. In diesen Gängen soll sich um 248 die Heilige Agatha versteckt haben, daher der rührt auch die Bezeichnung. Die St. Agatha’s Catacombs, von denen nur ein kleiner Teil zu besichtigen ist, sind geschmückt mit kleinen Altären, Agapetischen und zirka 32 farbenprächtigen zwischen 1200 und 1480 entstandenen Wandgemälden, von denen allerdings mehrere stark beschädigt sind. Zwei von ihnen gehen sogar auf das vierte Jahrhundert zurück.

### Salina Catacombs
Die Salina Catacombs liegen auf der Hauptinsel Malta im Nordwesten nahe den Salzpfannen. Sie sind zu Fuß von Buġibba oder Qawra erreichbar. So wie bei den meisten Katakomben auf Malta befindet sich in unmittelbarer Nähe eine kleine Kirche (Annunciation Church). Die Salina Bay’s Catacombs sind die einzigen Grabgänge der Inselgruppe, die zum Teil von der Oberfläche sichtbar sind. Es handelt sich hierbei höchstwahrscheinlich um einzelne Familiengrabstätten. Jede Katakombe hat einen eigenen Eingang. Sie liegen aber sozusagen Tür an Tür und verfügen meist über mehrere Sarkophage. Die einzeln aus dem Felsen geschlagenen, teilweise halbseitig mit der Felswand verschmelzenden Sarkophage haben ein treppenartiges Steinpolster am Kopfende mit zwei kreisförmigen Aussparungen. Man geht davon aus, dass die Köpfe der Verstorbenen in diese Mulden gelegt wurden. Ungewöhnlich ist, dass fast ausschließlich Sarkophage für zwei Personen existieren. Am oberen Rand der steinernen Sarkophage und, wenn gegeben, an den Felswänden erkennt man Spuren von Aussparungen, welche darauf hindeuten, dass eine etwa fünf Zentimeter dicke Sargplatte diese Sarkophage einst verschlossen haben muss. An einem Sarkophag erkennt man noch die Aussparung für einen in der Mitte der Längsachse eingelegten Holzbalken unterhalb des oberen Randes, welcher beim Darüberschieben der Steinplatte verhindert, dass diese in den Sarg fällt.